# Apologies
"Apologies" es el noveno episodio de la tercera temporada de la comedia dramática televisiva estadounidense The Bear. Es el episodio número 27 de la serie y fue escrito por el productor supervisor Alex Russell y dirigido por el creador de la serie Christopher Storer. Fue lanzado en Hulu el 26 de junio de 2024, junto con el resto de la temporada.
La serie sigue a Carmen "Carmy" Berzatto, un galardonado chef de cocina de la ciudad de Nueva York, que regresa a su ciudad natal de Chicago para dirigir la fallida tienda de sándwiches de carne italiana de su difunto hermano Michael. En este episodio, el personal espera la revisión, mientras se prepara para asistir al funeral de un restaurante.

## Trama
Mientras Fak (Matty Matheson) y Theodore (Ricky Staffieri) ayudan a Carmy (Jeremy Allen White) detrás del restaurante, intentan que se disculpe con Claire (Molly Gordon), pero Carmy está demasiado distraído para concentrarse en ella en ese momento. Él y el resto del personal están esperando la revisión del Chicago Tribune, ya que podría marcar su éxito o su ruina. 
Carmy y Sydney (Ayo Edebiri) siguen teniendo problemas de comunicación, ya que esta última está frustrada por su falta de conciencia de sí misma. Solo, Carmy intenta llamar a Claire pero no se atreve a hacerlo, por lo que solo murmura "lo siento" para sí mismo. Más tarde recibe la visita de Cicero (Oliver Platt), quien le explica el estado de su situación; Debido al aumento de los costes, si la valoración es negativa, tendrá que dar marcha atrás en su inversión en el restaurante. Sydney se siente celosa cuando lee los periódicos sobre The Bear, y Carmy recibe el crédito exclusivo por su estatus. Cuando entrega comida a Pete (Chris Witaske) y Natalie (Abby Elliott), descubre por Pete que Carmy le ofrece menos dinero y menos beneficios como socia que los que obtendría trabajando para Adam.
En un parque, Richie (Ebon Moss-Bachrach) y Tiff (Gillian Jacobs) ven jugar a Eva (Annabelle Toomey). Tiff quiere saber si Richie asistirá a su boda, ya que siente que no tiene muchos amigos. Carmy invita a Sydney a la cena de clausura "funeral" de Ever, por lo que el restaurante está cerrado por un día. Durante esto, Marcus (Lionel Boyce) y Tina (Liza Colón-Zayas) se ayudan mutuamente a experimentar con sus propios platos. Fak y Theodore visitan a Claire en el hospital y le dicen que la ama más que a sí mismo, pero Claire todavía no está dispuesta a comprometerse con Carmy si él no lo dice él mismo. En el restaurante, Carmy se pone un traje y se prepara para el funeral. 

## Producción

### Desarrollo
En mayo de 2024, Hulu confirmó que el noveno episodio de la temporada se titularía "Apologies" y sería escrito por el productor supervisor Alex Russell y dirigido por el creador de la serie Christopher Storer.  Fue el segundo crédito de escritura de Russell y el crédito número 18 de dirección de Storer. 

### Música
El episodio incluyó en su banda sonora las canciones "Are You Looking Up" de Mk.gee, "Secret Love" de Stevie Nicks, "Blowing Kisses" de Jennifer Castle y "A Murder of One" de Counting Crows.

## Lanzamiento
El episodio, junto con el resto de la temporada, se estrenó el 26 de junio de 2024 en Hulu.  Originalmente, la temporada estaba programada para estrenarse el 27 de junio. 

## Reseñas críticas
Jenna Scherer de The AV Club le dio al episodio una calificación de "B–" y escribió: "Eso resume esta temporada, ¿no? Mirarse el ombligo seguido de más mirarse el ombligo. Mira, algunos de los mejores episodios de televisión de la historia ha sido toda introspección con muy poca trama; el propio The Bear lo convirtió en un manjar en “Honeydew” del año pasado. Pero ver a Carm (y a Sydney, Richie, Marcus y el maldito Chicago Tribune) pensar en lo mismo durante una temporada entera sin hacer ningún movimiento no solo es insatisfactorio, sino que no digo que necesite ver a estas personas tomar buenas decisiones; sólo quiero que tomen cualquier decisión".
Marah Eakin de Vulture le dio al episodio una calificación de 4 estrellas sobre 5 y escribió: "Cuando termina el episodio, Carm se viste elegante y sale, dejándonos un vistazo de la estampilla de oración que recogió en el funeral de la madre de Marcus o que sacó fuera de The Bear ya que no logró entrar a Mikey's. Él irá a un funeral para un restaurante, pero ¿será un funeral para The Bear también? Gracias a Dios, solo nos queda el final, porque a mí Realmente tengo que saber cómo resulta todo esto".  AJ Daulerio de Decider escribió: "Así que son CUATRO personajes principales que no pueden ser honestos consigo mismos. Carmy con sus sentimientos; Sydney con sus ambiciones; Richie con angustia; Cicero con vergüenza. El restaurante tendría dificultades para sobrevivir si UNO de estos empleados esenciales estaba ensombreciendo la verdad. The Bear sólo puede sobrevivir si todos se vuelven honestos muy rápido. Si no, REDRUM, lagartos". 
Josh Rosenberg de Esquire escribió: "Mientras él pierde la cabeza por los ravioles, ella vuelve a insertar el hombro de un niño en su cavidad en el hospital. ¡Solo discúlpate, Berzatto!". 